# 帕米爾高原反恐行動
帕米爾高原反恐行动（也稱2007年新疆搜捕行動），發生于2007年1月5日，中國新疆公安部队在新疆南部阿克陶县库斯拉甫山区——帕米爾高原臨近阿富汗和巴基斯坦邊境执行侦查搜捕任务中突擊摧毀了一個東突厥斯坦伊斯蘭運動暴恐分子的訓練營。
據新疆公安厅新闻发言人巴燕说，在1月5日的搜捕过程中，这伙暴力恐怖分子进行武裝抵抗，中国公安部隊进行还击。戰斗中，新疆公安民警黃強陣亡（随后中国公安部授予黄强“革命烈士”称号，新疆公安厅党委追认黄强为中国共产党党员并追记一等功），另一名公安民警受伤。中国公安部隊一共击毙东突厥斯坦伊斯兰运动暴恐分子18名，捕获17名，缴获自制手雷22枚，半成品手雷1500多枚。
流亡海外的維吾爾人領袖则紛紛質疑這次突擊行動的動機。世界維吾爾代表大會議長，著名維吾爾人權活動家熱比婭·卡德爾要求聯合國成立獨立調查委員會調查這一事件，并重申新疆境內是存在「反對中國政府的維吾爾組織」，但不是恐怖組織。世界維吾爾大會主席Alim Seytoff譴責中方始終未有拿出任何證據證明「營地」與恐怖主義有關。對此，新疆公安厅反恐局副局长赵永琛则对此予以驳斥，再次強調該訓練營存在恐怖威脅。